# پایدلپولی
پایدلپولی(به انگلیسی: Pydlpoly)یک بسته شبیه سازی دینامیک مولکولی است که یک نسخه اصلاح شده از دی ال پولی با رابط زبان پایتون است. پایدلپولی توسط روخوس اشمیت در دانشگاه رور بوخوم ، آلمان نوشته شده است.